# Arundina graminifolia
Arundina graminifolia är en orkidéart som först beskrevs av David Don, och fick sitt nu gällande namn av Bénédict Pierre Georges Hochreutiner. Arundina graminifolia ingår i släktet Arundina och familjen orkidéer. Inga underarter finns listade i Catalogue of Life.
Artens utbredningsområde anges som tropiska och subtropiska Asien och introducerad på andra platser.

## Bilder

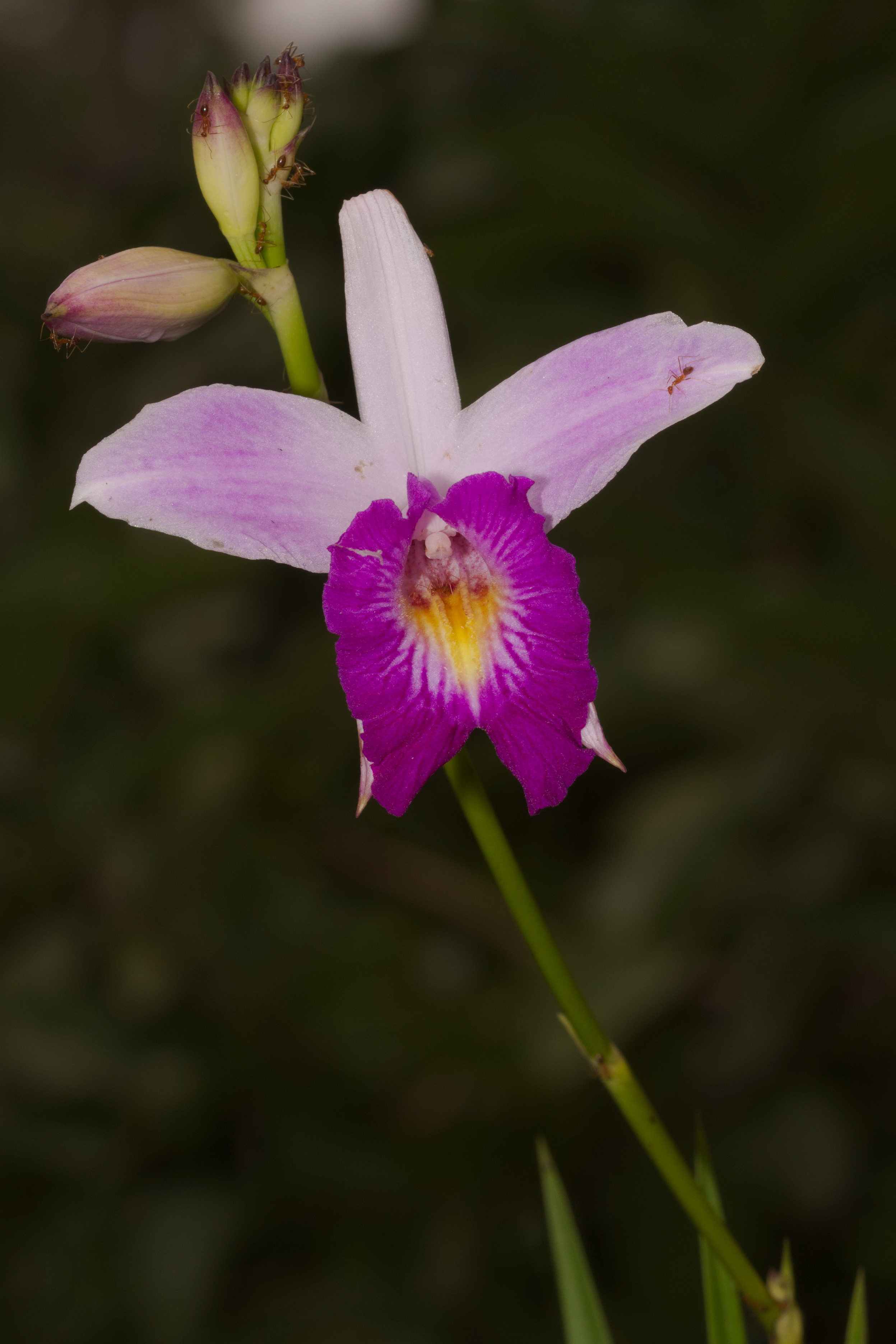
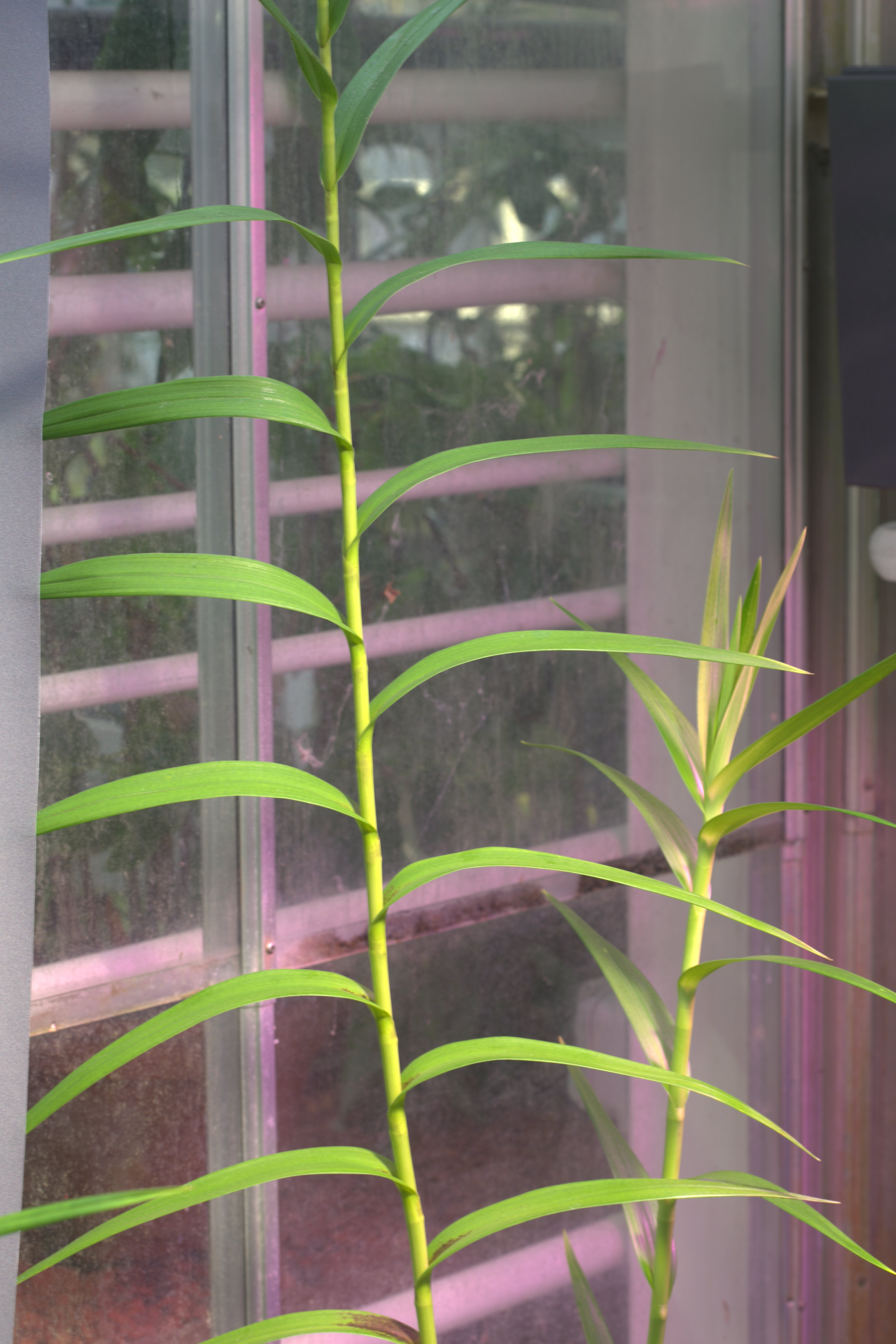
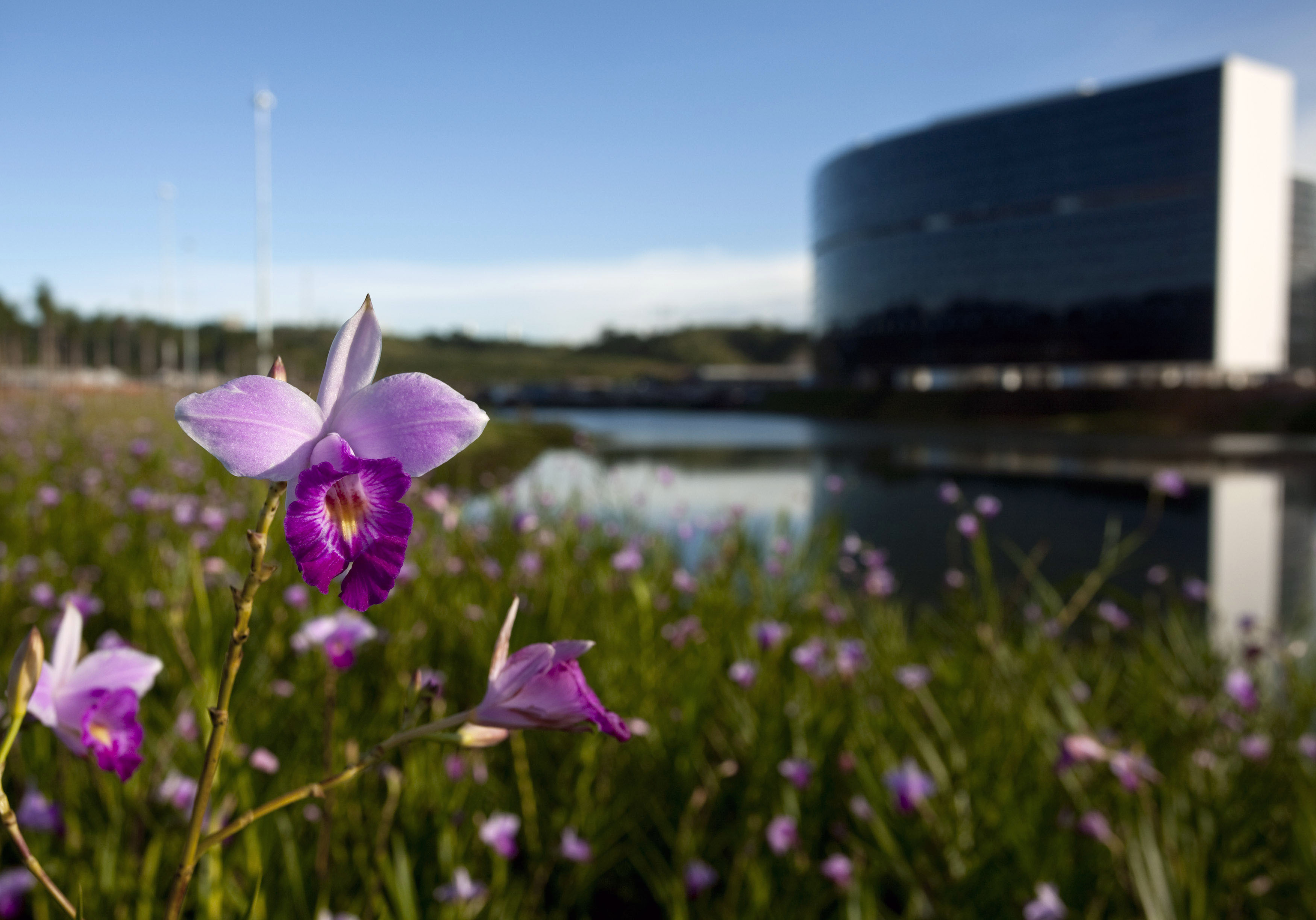